# Aeroportul Oxford House
Aeroportul Oxford House (IATA: YOH, ICAO: CYOH) este un aeroport din Manitoba, Canada.
Situat la o altitudine de 202 m, aeroportul dispune de o singură pistă.